# Annelise Reenberg
Annelise Reenberg, född 16 september 1919, död 12 december 1994, var en dansk fotograf, manusförfattare och regissör. Hon är dotter till skådespelaren Holger Reenberg och syster till skådespelaren Jørgen Reenberg

## Regi i urval
- 1958 – Styrmand Karlsen
- 1961 – Amor på villovägar
- 1963 – Lilla helgonet
- 1966 – Vår fantastiska dadda
- 1970 – Husarernas mandomsprov

## Filmmanus
- 1966 – Vår fantastiska dadda

## Filmfoto
- 1947 – Vår Herre tar semester
- 1947 – Vi rackarungar